# Браженка
Бра́женка (укр. Браженка) — село на Украине, основано в 1649 году, находится в Черняховском районе Житомирской области.
Код КОАТУУ — 1825687202. Население по переписи 2001 года составляет 256 человек. Почтовый индекс — 12313. Телефонный код — 4134. Занимает площадь 0,159 км².

## Адрес местного совета
12312, Житомирская область, Черняховский р-н, с.Селец, ул.Ленина, 1